# Trest smrti v Bělorusku

Mapa Evropy s vyznačením legálnosti trestu smrti. Země v nichž je trest smrti nelegální (modře), země v nichž je trest smrti legální, ale existuje zde více než deset let moratorium (oranžově) a země, kde je trest smrti legální (tmavě oranžově)

Trest smrti v Bělorusku je legální formou trestu. V roce 2021 tak bylo Bělorusko jedinou evropskou zemí, kde je stále trest smrti udílen a vykonáván. Druhým evropským státem, kde není trest smrti zrušen je Rusko, ale tam existuje více než deset let moratorium na udílení trestu smrti.
Od získání nezávislosti na Sovětském svazu dne 26. prosince 1991 zůstal trest smrti součástí právního systému Běloruska. Podle platné běloruské ústavy je trest smrti vyhrazen jako trest za „těžké zločiny“. Později přijaté zákony upřesnily konkrétní zločiny, za které lze tento trest udělit. Lze jej uložit za zločiny spáchané proti státu nebo proti jednotlivcům. Trest smrti může být udělen i za několik nenásilných trestných činů. Popravy se zde provádí jediným výstřelem do týlu.
Po referendu o otázce trestu smrti podnikla běloruská vláda kroky ke změně způsobu jakým je trest smrti ukládán a vykonáván. Mezinárodní organizace, jako OSN, kritizovaly metody, které Bělorusko používá při vykonávání trestu smrti. Praktikování trestu smrti je také jedním z faktorů, které zemi brání ve vstupu do Rady Evropy.

## Legislativa
Článek 24 Ústavy Běloruské republiky uvádí, že do jeho zrušení lze trest smrti uplatňovat podle zákona jako výjimečný trest za zvlášť závažné trestné činy a pouze podle rozsudku soudu.
Podle trestního zákoníku Běloruské republiky lze trest smrti uložit za následující trestné činy:
- zahájení nebo vedení útočné války
- vraždu představitele cizího státu nebo mezinárodní organizace za účelem vyvolání mezinárodního konfliktu nebo války
- mezinárodní terorismus
- genocidu
- zločiny proti lidskosti
- použití zbraní hromadného ničení podle mezinárodní smluv Běloruské republiky
- porušení válečných zákonů a zvyklostí
- vraždu spáchanou za přitěžujících okolností
- terorismus
- velezradu spojenou s vraždou
- spiknutí za účelem převzetí státní moci
- teroristické činy
- sabotáž
- vraždu policisty

Většina lidí byla v Bělorusku odsouzena k trestu smrti za vraždu za přitěžujících okolností. Soudní řízení o hrdelních zločinech musí rozhodovat jeden soudce a dva soudci z lidu. Lidoví soudci jsou vybíráni z běžné populace, podobně jako ve státech, kde je u soudů využíván porotní systém.
V průběhu let se v Bělorusku snížil počet trestných činů, za které lze uložit trest smrti a snížil se i počet odsouzených k tomuto trestu. V roce 1993 byly ze seznamu vyškrtnuty čtyři hospodářské trestné činy, které v sovětské éře mohly být potrestány trestem smrti. O jejich vyškrtnutí rozhodl běloruský parlament. Byly nahrazeny trestem odnětí svobody bez možnosti podmínečného propuštění. Přestože celkový počet trestných činů s trestem smrti poklesl, byl na seznam přidán jeden trestný čin, terorismus. Stalo se tak prezidentským dekretem č. 21 ze dne 21. října 1997. Při aktualizaci trestního zákoníku v roce 1999 došlo k dalšímu snížení počtu hrdelních zločinů. Tomuto snížení napomohlo i zavedení doživotního trestu odnětí svobody v prosinci 1997.
Od 1. března 1994 nemůže být trest smrti udělen ženám. Od ledna 2001 nemůže být udělen ani osobám, které byly v době spáchání trestného činu mladší 18 let či starší 65 let. Lidem trpícím duševní poruchou může být rozsudek trestu smrti změněn. Podle článku 84 Ústavy Běloruské republiky může prezident republiky udělit odsouzencům milost. Od 30. června 2003 do 30. června 2005 prezident Alexandr Lukašenko udělil dvě milosti vězňům v cele smrti a jednu žádost zamítl.
V roce 2000 Parlamentní shromáždění Rady Evropy „co nejdůrazněji odsoudilo popravy v Bělorusku a vyjádřilo politování nad tím, že je Bělorusko jedinou zemí v Evropě, kde je trest smrti vykonáván a navíc, že je uplatňován široce a pravidelně.“
Běloruská sovětská socialistická republika podepsala v roce 1973 Mezinárodní pakt o občanských a politických právech. Tato úmluva však neruší trest smrti, ale klade určité podmínky pro jeho provádění a používání.

## Metody popravy

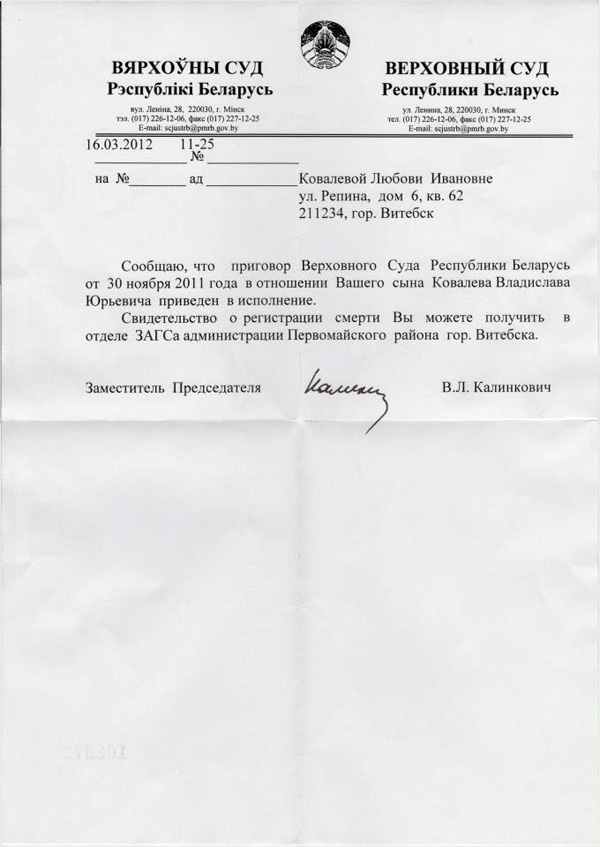
Dopis zaslaný v roce 2012 matce jednoho z pachatelů bombového útoku v minském metru v roce 2011 oznamující, že byl její syn popraven

Před popravou jsou všichni vězni čekající v cele smrti převezeni do věznice SIZO č. 1 v Minsku, která se nachází v historické budově Piščalauského zámku. Odsouzenci jsou popravováni zastřelením. Popravčí je členem „výboru pro výkon trestu“, který také vybírá oblast, kde má být poprava vykonána. V knize The Death Squad popsal bývalý velitel popravčí čety Oleg Alkajev, jak v Bělorusku probíhají popravy. Podle tohoto svědectví je odsouzenec v den popravy převezen na tajné místo, kde mu úředníci sdělí, že všechna jeho odvolání byla zamítnuta. Odsouzenému pak zavážou oči a odvedou ho do nedaleké místnosti, kde ho dva lidé donutí pokleknout. Kat pak střelí odsouzence do týlu pistolí PB-9 vybavenou tlumičem. Podle Alkajeva celá procedura od oznámení o zamítnutí odvolání až po výstřel netrvá déle než dvě minuty.
Po vykonání rozsudku vězeňský lékař a další úředníci potvrdí provedení popravy a vyhotoví úmrtní list. Ostatky odsouzených jsou tajně pohřbeny a rodina je pouze informována o tom, že byla poprava vykonána. Oleg Alkajev, který před svým odchodem do exilu v Berlíně  působil jako ředitel minské věznice, uvedl, že od prosince 1996 do května 2001 bylo ve věznici vykonáno asi 130 poprav.

## Počty vykonaných poprav
V seznamu je uveden hrubý odhad počtu poprav provedených na území Běloruska od roku 1985 podle dat běloruského ministerstva vnitra.
- 1985: 21
- 1986: 10
- 1987: 12
- 1988: 12
- 1989: 5
- 1990: 20
- 1991: 14
- 1992: 24
- 1993: 20
- 1994: 24
- 1995: 46
- 1997: 46
- 1998: 47
- 1999: 13
- 2000: 4
- 2001: 7
- 2007: minimálně 1
- 2008: minimálně 4
- 2009: 0
- 2010: 2
- 2011: 2
- 2012: 1
- 2013: 3
- 2014: 3
- 2015: 0
- 2016: 4[12]
- 2017: 2[13]
- 2018: 4[14][15]
- 2019: 2
- 2020: 0

Přesný počet lidí popravených v Bělorusku není znám, protože poslední dokumenty týkající se této problematiky běloruská vláda zveřejnila v roce 2006. Navíc jiné zdroje, zejména BelaPAN (Běloruská soukromá tisková agentura) zveřejnily poněkud odlišné údaje. Tato agentura od roku 1992 do roku 2010 zaznamenala 278 poprav. Také některé praktiky MVD, například nezveřejňování hrobů popravených, porušuje protokol Organizace pro bezpečnost a spolupráci v Evropě o zpřístupnění informací o trestu smrti veřejnosti.

## Veřejné mínění
V referendu konaném v roce 1996 se jedna z otázek týkala zrušení trestu smrti v Bělorusku. Podle oficiálních výsledků tohoto referenda se 80,44 % Bělorusů vyslovilo proti jeho zrušení. Nicméně v době konání referenda byl nejdelší legální udílený trest v Bělorusku odnětí svobody na 15 let. V roce 1997 byl zaveden trest odnětí svobody na doživotí. Novější průzkumy veřejného mínění o otázce trestu smrti v Bělorusku neproběhly.

## Soudní proces
Dne 11. března 2004 dospěl Ústavní soud Běloruské republiky k závěru, že dva články trestního zákoníku jsou neslučitelné s ústavou Běloruska. Soud uvedl, že o pozastavení nebo úplném zrušení trestu smrti může rozhodnout buď prezident nebo Národní shromáždění. Následně v říjnu 2005 přijalo Národní shromáždění novelu trestního zákoníku, která stanovila, že další používání trestu smrti je pouze dočasné.